# Wadi Al Kharas
El Wadi Al Kharas, también conocido como Wadi Lakharas (وادي لخرس‎)  es un valle o río seco, con caudal efímero o intermitente, que fluye casi exclusivamente durante la temporada de lluvias, situado en los emiratos de Ras Al Jaima y Fuyaira, al este de los Emiratos Árabes Unidos. 
Es afluente del Wadi Khabb y subafluente del Wadi Tawiyean, a cuya cuenca hidrográfica de 208 km² pertenece.

## Recorrido
La longitud total aproximada del Wadi Al Kharas es de 8,5 kilómetros.
Fluye de norte a sur, y su principal fuente de origen está situada a una altitud aproximada de 1.328 m s. n. m., en la vertiente nororiental del Jabal Al Kharas (1.477 m s. n. m.), junto al collado o paso de montaña de Al Kharas (Al Kharas Col, 1.335 m), que determina la divisoria de aguas entre las cuencas hidrográficas del Wadi Naqab y del Wadi Tawiyean.
Aunque en su curso inicial el Wadi Al Kharas discurre con escasa pendiente, en su curso medio y bajo sigue un trazado abrupto y con fuerte pendiente, formando gargantas de roca muy pulida por la erosión, con múltiples cascadas secas y pozas que dificultan su acceso e impiden el uso de su cauce como vía de comunicación, al requerir el empleo de equipos y técnicas de escalada en roca o barranquismo.
A lo largo de su curso, el Wadi Al Kharas bordea por el oeste los pueblos de montaña de Maserayn y Difan, y recibe las aguas de pequeños wadis y barrancos afluentes, entre los que cabe destacar el Wadi Salmadan, el Wadi Al Masirek y el Wadi Nikid.
El Wadi Al Kharas confluye y desemboca en el Wadi Khabb entre los pueblos de Al Baqil y Al Sharyah.

## Toponimia

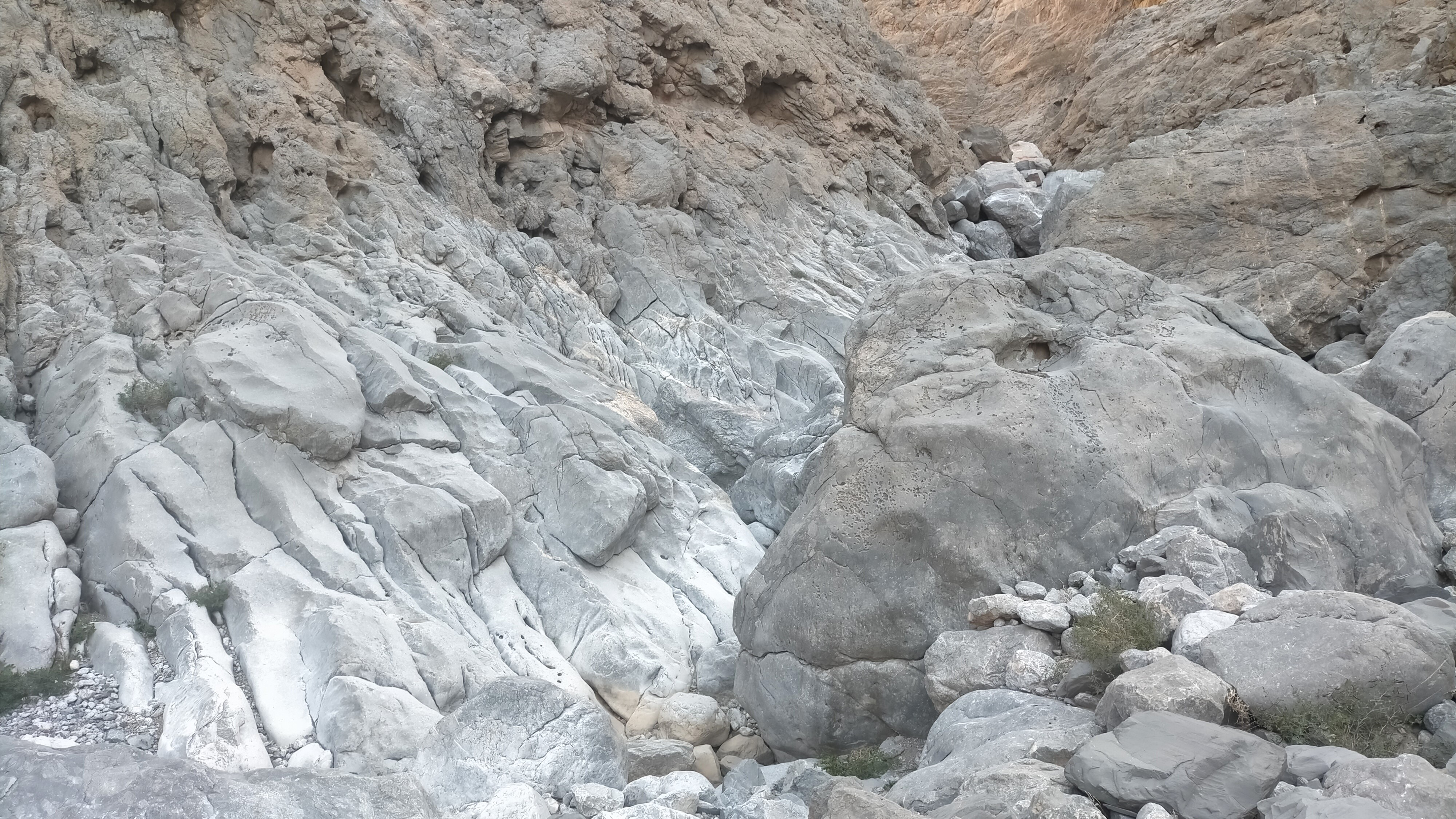
Cauce abrupto, con gargantas de roca muy pulida por la erosión

Nombres alternativos: Wadi al Kharas, Wādī al Kharas, Wadi Lakharas, Wādī Likhras, Wadi Kharras, Wadi Kharas.
El nombre del Wadi Al Kharas (con las grafías Wadi Lakharas y Wādī al Kharas), sus afluentes, montañas y poblaciones cercanas, quedaron registrados en la documentación y mapas elaborados entre 1950 y 1960 por el arabista, cartógrafo, militar y diplomático británico Julian F. Walker, durante los trabajos efectuados para el establecimiento de fronteras entre los entonces denominados Estados de la Tregua, completados posteriormente por el Ministerio de Defensa del Reino Unido, en mapas a escala 1:100.000 publicados en 1971.
Durante varios años, el pueblo de Difan, por el que pasa el wadi, fue erróneamente identificado en algunas bases de datos geográficos, con el nombre de Sidaqah / Şidfah, que en realidad corresponde a una aldea situada a dos kilómetros de distancia, en territorio del Sultanato de Omán. Como consecuencia de esa confusión, durante algún tiempo, el Wadi Al Kharas también fue erróneamente conocido por algunos senderistas y escaladores con el nombre de Wadi Sidaqah.
En el Atlas Nacional de Emiratos Árabes Unidos consta con la grafía Wādī Likhras (en árabe: وادي لخرس‎).

## Población
El área del Wadi Al Kharas estuvo poblada principalmente por la tribu Sharqiyin, secciones o zonas tribales de Hafaitat / Ḩufaitāt y Yammahi / Yamāmaḩah.